# Донго
До́нго (итал. Dongo, ломб. Dongh) — коммуна в Италии, в регионе Ломбардия, подчиняется административному центру Комо.
Население составляет 3480 человек, плотность населения — 495 чел./км². Занимает площадь 7,52 км². Почтовый индекс — 22014. Телефонный код — 0344.
Покровителем населённого пункта считается святой Стефан Первомученик. Праздник ежегодно отмечается 26 декабря.

## Факты
27 апреля 1945 года в Донго итальянские партизаны опознали диктатора (дуче) фашистской Италии Бенито Муссолини, который вместе с отрядом из 200 немецких солдат двигался в сторону границы со Швейцарией. На следующий день Муссолини, его любовница Клара Петаччи и ещё несколько высокопоставленных фашистов были расстреляны.

## Города-побратимы
- Арроманш-ле-Бен, Франция